# Eucyclops angeli
Eucyclops angeli – gatunek widłonoga z rodziny Cyclopidae. Opisali go Martha Angélica Gutiérrez-Aguirre i Adrián Cervantes-Martínez w artykule opublikowanym w 2013 roku przez zespół meksykańskich hydrobiologów, w skład którego wchodziła jeszcze Nancy Fabiola Mercado-Salas. Miejsce typowe to łąka w pobliżu ECOSUR w San Cristóbal de las Casas w meksykańskim stanie Chiapas.